# Cantonul Rennes-Nord-Ouest
Cantonul Rennes-Nord-Ouest este un canton din arondismentul Rennes, departamentul Ille-et-Vilaine, regiunea Bretania, Franța.

## Comune
- Gévezé
- Pacé
- Parthenay-de-Bretagne
- Rennes (parțial, reședință) wijken: Beauregard , Villejean